# Синявський Іларіон Дементійович
Іларіо́н Деме́нтійович Синя́вський (1904 , П’ятківка, Ольгопільський повіт, Подільська губернія, Російська імперія  — невідомо ) — український радянський діяч. Депутат Верховної Ради УРСР 1-го скликання (1938–1947).

## Біографія
Народився 1904 року в родині селянина-бідняка у селі П'ятківка, тепер Бершадський район, Вінницька область, Україна. Батько помер у 1911 році. З 1912 по 1924 рік пас худобу, наймитував у заможних селян в селі Яланець Подільської губернії. У 1924–1931 роках працював у власному сільському господарстві.
З 1931 року — колгоспник-їздовий, з березня 1931 до 1935 року — бригадир рільничої бригади колгоспу імені Блюхера села Яланець при Бершадській машинно-тракторній станції (МТС) Бершадського району на Вінниччині. Збирав високі врожаї зернових та цукрових буряків.
З 1935 (за іншими даними — з 1937) по 1938 рік — голова колгоспу «Друга п'ятирічка» села Яланець Бершадського району Вінницької області.
26 червня 1938 року обраний депутатом Верховної Ради УРСР 1-го скликання по Бершадській виборчій окрузі № 59 Вінницької області.
З серпня 1938 по січень 1940 року — голова виконавчого комітету Бершадської районної ради депутатів трудящих Вінницької області.
Член ВКП(б) з 1939 року.
З січня по грудень 1940 року навчався в Київському сільськогосподарському технікумі.
У грудні 1940 — липні 1941 року — директор Бершадського лісового господарства (лісгоспу) лісової охорони і лісонасаджень Вінницької області.
Під час німецько-радянської війни був евакуйований до міста Камишина Сталінградської області, потім повернувся в Українську РСР, де до кінця серпня 1941 року служив комісаром тилу при штабі 213-го автомобільного батальйону РСЧА. Після лікування в госпіталі евакуювався в Сталінградську область, де до жовтня 1942 року працював директором лісового господарства (лісгоспу). З січня по березень 1943 року — голова колгоспу села Бобровка Саратовської області. Потім працював у підсобному господарстві 24-го Управління оборонного будівництва в Українській РСР, перебував у резерві Вінницького обласного комітету КП(б)У.
З 1944 року — директор лісового господарства (лісгоспу) Бершадського району Вінницької області.

## Нагороди
- орден «Знак Пошани» (30.12.1935)
- медаль «За трудову відзнаку» (7.02.1939)